# Csontosfalva
Csontosfalva (szlovákul: Košťany) Kassamindszent településrésze, 1961 előtt önálló falu Szlovákiában, a Kassai kerület Kassa-vidéki járásában.

## Fekvése
Kassától 11 km-re, délkeletre található.

## Története
1418-ban „Also Koxo alias Chonthoafalwa” néven említik először, amikor a Csontosnak nevezett Bertalan adományként kapja Luxemburgi Zsigmond királytól. A kezdetben Alsókoksónak hívott település ezután új birtokosának nevét veszi fel. 1427-ben kettő porta volt az „Alsov Koxomenthzenth” néven írott faluban. 1673-tól a kassai szeminárium faluja. 1720-ban 3 adózó portája volt. Az írott források szerint a 18. században már bizonyosan szlovák falu volt.
A 18. század végén Vályi András így ír róla: „CSONTOSFALVA. Tót falu Abaúj Vármegyében, birtokosai a’ Kispapok, lakosai katolikusok, fekszik a’ Kassai járásban, határja elég termékeny, de minden harmadik esztendőben megkívánnya a’ trágyázást, legelője szűken elég, fája nem sok, de mivel földgye jó termékenységű, réttye gazdag, ’s mindenféle vagyonnyait Kassán jól eladhattyák, első Osztálybéli.”
Fényes Elek 1851-ben kiadott geográfiai szótárában így ír a faluról: „Csontosfalva, tót falu, Abauj vgyében, a Hernád völgyében: 245 kath., 12 zsidó lak., kövér réttel és földdel. F. u. a kassai seminárium.”
Borovszky Samu monográfiasorozatának Abaúj-Torna vármegyét tárgyaló része szerint: „Koksó-Baksától nyugatra, a kassa-ujhelyi országut mellett vannak az u. n. »aprófalvak«, ugymint Buzafalva 53 házzal, 352 magyar és tót lakossal; Bernátfalva 37 házzal, 223 magyar és tót ajku lakossal; Koksó-Mindszent, 40 házzal, 251 német és tót ajku lakossal, régi kath. templommal, mely 1695-ben épült; Csontosfalva, 39 házzal, 284 magyar és tót ajku lakossal; Gecse, 62 házzal 503 magyar és tót ajku lakossal. Mind az öt kisközségnek a postája és táviró-állomása Csány. Eredetileg, a személy- és dülőnevek bizonysága szerint, magyarok lakták ezt az öt falut is, de a kurucz háboruk lezajlása után betelepitett tótok eltótositották. Lakosaik közül sokan vándoroltak ki Amerikába, otthagyván gazdátlanul apró házaikat, melyek egymásután düledeznek össze.”
1910-ben 261, túlnyomórészt szlovák lakosa volt. A trianoni diktátumig Abaúj-Torna vármegye Kassai járásához tartozott. 1938 és 1944 között – az első bécsi döntés következtében – ismét magyar fennhatóság alá került.
1961-ben vonták össze Bernátfalva, Búzafalva és Kassamindszent településekkel.

## Lásd még
- Bernátfalva
- Búzafalva
- Kassamindszent